# Пйонтек (Лодзинське воєводство)
Пйонтек (пол. Piątek) — місто в Польщі, у гміні Пйонтек Ленчицького повіту Лодзинського воєводства.
Населення — 1908 осіб (2011).
Мало міські права у 1339-1870 роках. Статус міста поновлено 1 січня 2020 року.
У 1975-1998 роках село належало до Плоцького воєводства.

## Демографія
Демографічна структура станом на 31 березня 2011 року:
|          | Загалом | Допрацездатний вік | Працездатний вік | Постпрацездатний вік |
| -------- | ------- | ------------------ | ---------------- | -------------------- |
| Чоловіки | 934     | 164                | 662              | 108                  |
| Жінки    | 974     | 132                | 564              | 278                  |
| Разом    | 1908    | 296                | 1226             | 386                  |